# Robert Downey Sr.
Robert John Downey Sr., nato Robert John Elias Jr. (New York, 24 giugno 1936 – New York, 7 luglio 2021), è stato un attore, sceneggiatore e regista statunitense.

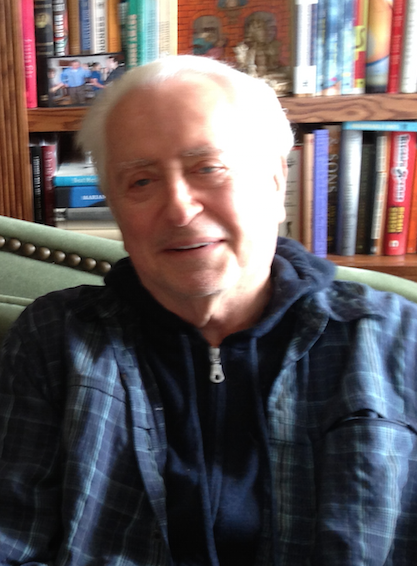
Robert Downey Sr. nel 2016

Padre di Robert Downey Jr., è conosciuto soprattutto nel mondo del cinema sperimentale, in particolare per essere il regista e sceneggiatore del lungometraggio cult Putney Swope.

## Biografia
Nato a New York da Elizabeth McLauchlen, modella e Robert Elias Sr., manager di motel e ristoranti. I suoi nonni paterni erano ebrei dalla Lituania, mentre sua madre era metà irlandese e metà ungherese. Downey nasce Robert Elias, ma decise di cambiare il cognome in Downey per il suo patrigno, James Downey.

### Carriera
Il suo lavoro alla fine degli anni '60 e '70 è principalmente una riflessione sulla non conformità diffusa dai movimenti di controcultura nel mondo occidentale e sull'impulso dato dalle nuove libertà nella produzione cinematografica, come la rottura dei codici sulla censura.  Secondo la tradizione del cinema sperimentale, i suoi film degli anni '60 furono realizzati indipendentemente con budget ridottissimi e sono spesso associati al movimento dell'assurdo.
Nel 1961, in collaborazione con il direttore di montaggio Fred von Bernewitz, ha iniziato a scrivere e dirigere film a basso budget in 16 millimetri ed ha girato alcune pellicole che sono divenute dei veri e propri cult del cinema underground americano come Balls Bluff nel 1961, Babo 73 nel 1964, Chafed Elbows nel 1966 e No More Excuses nel 1968. Il suo lavoro di più grande successo fu però Putney Swope, distribuito nel 1969, una satira sociopolitica che racconta la storia di un uomo di colore che lavora in un'agenzia pubblicitaria su Madison Avenue.
Dal 1972 si sposta su film a budget più elevato come Greaser's Palace, una reinterpretazione in chiave commediale della vita di Cristo. I suoi film raccolsero recensioni molto favorevoli dalla critica e spesso vennero inclusi tra i 10 film dell'anno da diverse riviste. Nel 1997 Piscine - Incontri a Beverly Hills venne scelto per essere presentato al Sundance Film Festival.
Il suo film più recente è stato Rittenhouse Square nel 2005, un documentario che cattura la vita in un parco di Filadelfia.
I film di Downey erano spesso affari familiari. La sua prima moglie, Elsie Ann Ford, recita in quattro dei suoi film (Chafed Elbows, Pound, Greaser's Palace, Moment to Moment), oltre a scriverne uno (Moment to Moment). La figlia Allyson Downey ed il figlio Robert Downey Jr. hanno fatto il loro debutto nella commedia fantastica Pound del 1970, rispettivamente a 7 ed a 5 anni. Allyson apparirà in solamente un altro film del padre, Up the Academy. La collaborazione con Robert Downey Jr. invece è composta da otto pellicole dirette da Downey Sr. (Pound, Greaser's Palace, Moment to Moment, Up the Academy, America, Rented Lips , Too Much Sun, Piscine - Incontri a Beverly Hills) e da film in Downey Sr. appare come attore (La grande promessa ed Hail Caesar).

### Morte
Il 7 luglio 2021 muore serenamente nel sonno nella sua residenza di New York. Da tempo era affetto dalla malattia di Parkinson.

## Vita privata
Downey si sposa per la prima volta nel 1962 con Elsie Ann Ford, con cui ha avuto due figli: Allyson Downey, attrice e scrittrice, e Robert Downey Jr., attore. Il matrimonio è finito con il divorzio nel 1978. Nel 1994 la sua seconda moglie Laura Ernst, attrice e scrittrice, muore a causa della sclerosi laterale amiotrofica, dopo tre anni di matrimonio.
Nel 1998 ha sposato Rosemary Rogers, autrice del best seller della Random House Saints Preserve Us! ed altri sette libri.

## Filmografia

### Attore

#### Cinema
- You've Got to Walk It Like You Talk It or You'll Lose That Beat, regia di Peter Locke (1971)
- Vivere e morire a Los Angeles (To Live and Die in L.A.), regia di William Friedkin (1985)
- La grande promessa (Johnny Be Good), regia di Bud S. Smith (1988)
- Hail Caesar, regia di Anthony Michael Hall (1994)
- Verso il sole (The Sunchaser), regia di Michael Cimino (1996)
- Boogie Nights - L'altra Hollywood (Boogie Nights), regia di Paul Thomas Anderson (1997)
- Magnolia, regia di Paul Thomas Anderson (1999)
- The Family Man, regia di Brett Ratner (2000)
- From Other Worlds, regia di Barry Strugatz (2004)
- Tower Heist - Colpo ad alto livello (Tower Heist), regia di Brett Ratner (2011)

#### Televisione
- Ai confini della realtà (The Twilight Zone) - serie TV, episodio 1x03 (1985)
- Matlock - serie TV, episodio 2x03 (1987)
- Sotto stretta protezione (Moving Target), regia di Chris Thomson - film TV (1988)
- Scuola di football (1st & Ten) - serie TV, 4 episodi (1988-1989)
- Tales of the City - serie TV, 1x01-1x02 (1993)

### Regista e sceneggiatore
- Balls Bluff (1961)
- Babo 73 (1964)
- Chafed Elbows (1966)
- No More Excuses (1968)
- Putney Swope (1969)
- Pound (1970)
- Greaser's Palace (1972)
- Sticks and Bones (1973)
- Moment to Moment (1975)
- America (1986)
- Too Much Sun (1990)
- Piscine - Incontri a Beverly Hills (Hugo Pool) (1997)

#### Regista
- Sweet Smell of Sex (1965)
- Up the Academy (1980)
- Ai confini della realtà (The Twilight Zone) - serie TV, episodi 1x03-1x07-1x16 (1985-1986)
- Rented Lips (1988)
- Rittenhouse Square (2005)

#### Sceneggiatore
- The Gong Show Movie, regia di Chuck Barris (1980)
- Rage, regia di Pablo Ferro - film TV (1983)

## Doppiatori italiani
Nelle versioni in italiano delle opere in cui ha recitato, Robert Downey Sr. è stato doppiato da:
- Silvio Spaccesi in Vivere e morire a Los Angeles
- Pietro Ubaldi in Ai confini della realtà
- Giorgio Lopez in La grande promessa
- Sergio Di Stefano in Boogie Nights - L'altra Hollywood
- Gerolamo Alchieri in The Family Man